# كيمبتون (إنديانا)
كيمبتون (بالإنجليزية: Kempton, Indiana)‏ هي معلم جغرافي تقع في الولايات المتحدة في مقاطعة تيبتون (إنديانا). يقدر عدد سكانها بـ 335 نسمة ومساحتها 0.44 كم2 وترتفع عن سطح البحر 280 متر.

## التركيبة السكانية
قام مكتب تعداد الولايات المتحدة بتحديد بيانات التركيبة السكانية لكيمبتون في تعداد الولايات المتحدة. في ما يلي، التركيبة السكانية حسب تعدادي 2000 و2010.

### تعداد عام 2000
بلغ عدد سكان كيمبتون 380 نسمة بحسب تعداد عام 2000، وبلغ عدد الأسر 139 أسرة وعدد العائلات 108 عائلة مقيمة في البلدة. في حين سجلت الكثافة السكانية 2,335.8 نسمة لكل ميل مربع (901.9/كم2). وبلغ عدد الوحدات السكنية 152 وحدة بمتوسط كثافة قدره 934.3 نسمة لكل ميل مربع (360.7/كم2).
وتوزع التركيب العرقي للبلدة بنسبة 97.63% من البيض و 0.26% من الأمريكيين الأصليين و 1.84% من عرقين مختلطين أو أكثر.
بلغ عدد الأسر 139 أسرة كانت نسبة 32.4% منها لديها أطفال تحت سن الثامنة عشر تعيش معهم، وبلغت نسبة الأزواج القاطنين مع بعضهم البعض 64.0% من أصل المجموع الكلي للأسر، ونسبة 9.4% من الأسر كان لديها معيلات من الإناث دون وجود شريك، وكانت نسبة 22.3% من غير العائلات. تألفت نسبة 20.1% من أصل جميع الأسر من أفراد ونسبة 6.5% كانوا يعيش معهم شخص وحيد يبلغ من العمر 65 عاماً فما فوق. وبلغ متوسط حجم الأسرة المعيشية 3.13، أما متوسط حجم العائلات فبلغ 2.73.
بلغ العمر الوسطي للسكان 37 عاماً. وكانت نسبة 27.6% من القاطنين تحت سن الثامنة عشر، وكانت نسبة 7.1% بين الثامنة عشر والأربعة وعشرون عاماً، ونسبة 26.1% كانت واقعةً في الفئة العمرية ما بين الخامسة والعشرون حتى والأربعة وأربعون عاماً، ونسبة 28.9% كانت ما بين الخامسة والأربعون حتى الرابعة والستون، ونسبة 10.3% كانت ضمن فئة الخامسة والستون عاماً فما فوق. يوجد لكل 100 أنثى 108.8 ذكر، ويوجد لكل 100 أنثى في الثامنة عشر من عمرها فما فوق 103.7 ذكر.
بلغ متوسط دخل الأسرة في البلدة 40,625 دولار، أما متوسط دخل العائلة فبلغ 44,286 دولار. وكان متوسط دخل الذكور 31,667 دولار مقابل 20,417 دولار للإناث. وسجل دخل الفرد الخاص بالبلدة 15,620 دولار. وكانت نسبة 5.2% من العائلات ونسبة 4.5% من السكان تحت خط الفقر، وكان من هؤلاء نسبة 0.9% تحت سن الثامنة عشر ونسبة 11.3% في الخامسة والستين من العمر وما فوق.

### تعداد عام 2010
بلغ عدد سكان كيمبتون 335 نسمة بحسب تعداد عام 2010، وبلغ عدد الأسر 129 أسرة وعدد العائلات 93 عائلة مقيمة في البلدة. في حين سجلت الكثافة السكانية 1,970.6 نسمة لكل ميل مربع (760.9/كم2). وبلغ عدد الوحدات السكنية 154 وحدة بمتوسط كثافة قدره 905.9 لكل ميل مربع (349.8/كم2).
وتوزع التركيب العرقي للبلدة بنسبة 98.8% من البيض و 0.3% من الأمريكيين ذوي الأصول الآسيوية و 0.9% من عرقين مختلطين أو أكثر.
بلغ عدد الأسر 129 أسرة كانت نسبة 34.1% منها لديها أطفال تحت سن الثامنة عشر تعيش معهم، وبلغت نسبة الأزواج القاطنين مع بعضهم البعض 58.1% من أصل المجموع الكلي للأسر، ونسبة 8.5% من الأسر كان لديها معيلات من الإناث دون وجود شريك، بينما كانت نسبة 5.4% من الأسر لديها معيلون من الذكور دون وجود شريكة وكانت نسبة 27.9% من غير العائلات. تألفت نسبة 23.3% من أصل جميع الأسر من أفراد ونسبة 12.4% كانوا يعيش معهم شخص وحيد يبلغ من العمر 65 عاماً فما فوق. وبلغ متوسط حجم الأسرة المعيشية 2.99، أما متوسط حجم العائلات فبلغ 2.60.
بلغ العمر الوسطي للسكان 39.1 عاماً. وكانت نسبة 23.6% من القاطنين تحت سن الثامنة عشر، وكانت نسبة 6.4% بين الثامنة عشر والأربعة وعشرون عاماً، ونسبة 30.3% كانت واقعةً في الفئة العمرية ما بين الخامسة والعشرون حتى والأربعة وأربعون عاماً، ونسبة 23.4% كانت ما بين الخامسة والأربعون حتى الرابعة والستون، ونسبة 16.7% كانت ضمن فئة الخامسة والستون عاماً فما فوق. وتوزع التركيب الجنسي للسكان بنسبة 53.1% ذكور و46.9% إناث.